# Kiss László (statisztikus)
Kiss László vagy Leslie Kish (Poprád, 1910. július 27. – Ann Arbor, Michigan, 2000. október 7.) magyar származású amerikai statisztikus, matematikus, szociológus, a Magyar Tudományos Akadémia tiszteleti tagja. Nemzetközileg elismert munkássága a részleges adatfelvételek során alkalmazott reprezentatív mintavétel módszertani fejlesztésére irányult, számos statisztikai eljárás kidolgozása és bevezetése fűződik a nevéhez.

## Életútja
Családjával együtt 1926-ban Zilahról vándoroltak ki az Amerikai Egyesült Államokba, s ott New Yorkban telepedtek le. Apja hirtelen halála után félárván maradt, a nélkülözés miatt munkába állt, s esti tagozaton végezte el a középiskolát. 1929-ben a New York-i Rockefeller Orvosi Kutatóintézetben helyezkedett el laboratóriumi asszisztensként. Közben 1930-tól a City College of New Yorkban folytatott felsőfokú tanulmányokat, de magánidejében statisztikaelméletből is továbbképezte magát. 1937-ben tanulmányait félbeszakítva a polgárháború sújtotta Spanyolországba utazott, ahol előbb hadikórházakban látott el szolgálatot, majd csatlakozott a köztársasági kormány oldalán harcoló magyar brigádhoz. A harctéren megsebesült, s 1939-ben visszatért az Amerikai Egyesült Államokba.
1939-ben megszerezte matematikai diplomáját a City College of New Yorkban. 1940-től előbb a washingtoni Népszámlálási Hivatal (Census Bureau), majd 1941-től a Mezőgazdasági Minisztérium (Department of Agriculture) alkalmazásában állt, ahol feladata az adatfelvételekhez szükséges mintavételek tervezése volt. A második világháborút 1942-től 1945-ig meteorológusként szolgálta végig a légierőnél, majd 1945-től ismét a Népszámlálási Hivatalban dolgozott. 1947-ben a Rensis Likert által az Ann Arbor-i Michigani Egyetemen újonnan szervezett Társadalomkutató Intézet (Institute for Social Research) alapító munkatársa lett, egy másik magyarral, a gazdaságpszichológus Katona Györggyel együtt. 1948-ban matematikából, 1952-ben szociológiából doktorált. 1960-tól az Ann Arbor-i intézet szociológiaprofesszoraként oktatott, 1981-es nyugdíjazását követően pedig professor emeritusként segítette az ott folyó tudományos munkát.

## Munkássága
A statisztika tudományának nemzetközileg elismert, nagy hatású képviselője, elméleti szakembere volt. A reprezentatív mintavételek meghatározása terén több módszertani újítás fűződik a nevéhez, amelyek azonban jelentőségükben túlmutatnak a statisztika körén, s más társadalomtudományok mellett a közgazdaságtan és a szociológia fejlődéséhez is hozzájárultak. Statisztikai szempontú felmérések esetén elsőrendű fontosságúnak, az adatfelvételi tervvel egyenrangúnak tekintette a mintavételi terv elkészítését. Annak érdekében, hogy az adatfelvétel folyamatába bevont, optimális nagyságú minta válaszaiból a sokaságot reprezentáló mutatószámokat nyerhessenek, behatóan foglalkozott a mintavételi és az adatfelvételt követő becslési hibák kiküszöbölésével. Tanulmányozta a torzulásokhoz vezető potenciális hibaforrásokat, főként a nem válaszolás jelenségét. Olyan eljárásokat vezetett be, mint például a rendszeresen megismételt guruló mintavétel (rolling samples), a sokaság trendváltozásait jelző keresztmetszeti adatfelvétel során alkalmazott osztottpanel-modellt (split-panel design, SPD). Emellett számos, matematikai számításokon alapuló kulcsot dolgozott ki a többlépcsős mintavétel, a többcélú mintavétel és a kisterületi becslés módszeréhez is.
Elméleti munkásságának eredményeit a gyakorlatban is alkalmazta. 1948-ban, amikor az amerikai közvélemény-kutató cégek még kivétel nélkül a kérdezőbiztosok szubjektivitásának is teret engedő, hagyományos kvótás mintavételt alkalmazták, Kiss valószínűségszámítási modellt dolgozott ki a megfelelő mintavételhez, s egyedüliként jósolta meg Harry S. Truman elnöki újraválasztását. Élete során számos nemzetközi szervezet (ENSZ Élelmezési és Mezőgazdasági Szervezete, UNESCO, Egészségügyi Világszervezet stb.) munkáját segítette tanácsadóként, és szakértőként vett részt több országra kiterjedő felmérések szervezésében (pl. a World Fertility Survey programnéven futó világtermékenységi vizsgálatéban). Hozzájárult a statisztikusképzés intézményi hátterének fejlesztéséhez több fejlődő országban (Kína, Üzbegisztán, afrikai és dél-amerikai országok).
Könyvei és szakcikkei mellett az amerikai Survey Statistician szerkesztője volt.

## Társasági tagságai és elismerései
1971-től volt a Nemzetközi Statisztikai Intézet (International Statistical Institute, ISI) tagja. 1977-ben az Amerikai Statisztikai Egyesület (American Statistical Association), 1983 és 1985 között a párizsi székhelyű Survey-statisztikusok Nemzetközi Egyesületének (Association internationale des statisticiens d’enquêtes, AISE) elnöki tisztét töltötte be. A brit Királyi Statisztikai Társaság (Royal Statistical Society) 1981-ben, a Magyar Tudományos Akadémia 1985-ben vette fel tiszteleti tagjai sorába.
1988-ban a Bolognai Egyetem, 1998-ban pedig az Eötvös Loránd Tudományegyetem díszdoktorává avatták. Munkássága elismeréseként 1997-ben a Magyar Köztársasági Érdemrend tisztikeresztjét vehette át.

## Főbb művei
- Survey sampling. New York, Wiley, 1965, 643 p.
- Using cumulated rolling samples to integrated census and survey operations of the Census Bureau: An analysis, review and response. Washington, US GPO, 1981, 78 p.
- Statistical design for research. New York, Wiley, 1987, 267 p.
Magyarul: Kutatások statisztikai tervezése. Budapest, Statisztikai, 1989, 251 p.
- Statistical methods for agricultural surveys. Rome, FAO, 1989
- Questions/answers (1978–1994) from the Survey Statistician. Paris, 1995, 71 p.
- Selected papers. Ed. by Steven Heeringa and Graham Kalton. Hoboken, Wiley, 2003, 356 p.

## További irodalom
- Róna-Tas Ákos: Leslie Kish (1919–2000). in: Szociológiai Szemle 2000. 4. sz. 159–163.
- Graham Kelton: Leslie Kish’s impact on survey statistics. 2001